# IHF Super Globe 2018
Der 12. IHF Men’s Super Globe wurde vom 16. bis 19. Oktober 2018 in Doha, Katar ausgetragen.

## Teilnehmer
Für die Teilnahme am Turnier qualifizierten sich die folgenden Mannschaften:
| Verein                             | Kontinent (Verband) | Qualifiziert als                           |
| ---------------------------------- | ------------------- | ------------------------------------------ |
| al-Sadd Sports Club                | Asien (AHF)         | Gastgeber                                  |
| FC Barcelona                       | Europa (EHF)        | Titelverteidiger                           |
| Sydney University HC               | Ozeanien (OCHF)     | Sieger Oceania Champions Cup 2018          |
| Al Najma                           | Asien (AHF)         | Sieger GCC Club Championship 2018          |
| Montpellier Handball               | Europa (EHF)        | Sieger EHF Champions League 2018           |
| L’Association Sportive de Hammamet | Afrika (CAHB)       | 4. Platz CAHB Champions League 2017        |
| Handebol Clube Taubaté             | Panamerika (PATHF)  | Sieger Pan American Club Championship 2018 |
| Füchse Berlin                      | Europa (EHF)        | Wildcard EHF-Pokal 2018                    |

## Spiele
Alle Zeitangaben in Ortszeit (UTC+3).

### Viertelfinale
| 16. Oktober 2018 13:00 Uhr | FC Barcelona             | 37:28   | Al Najma                 | Duhail Sports Hall, Doha Zuschauer: 300 |
| 16. Oktober 2018 13:00 Uhr | meiste Tore: 5 Mortensen | (19:14) | meiste Tore: 7 Al-Sayyad | Duhail Sports Hall, Doha Zuschauer: 300 |
| 16. Oktober 2018 13:00 Uhr | Spielbericht             |         |                          | Duhail Sports Hall, Doha Zuschauer: 300 |

| 16. Oktober 2018 15:00 Uhr | Montpellier HB                             | 31:22   | L’Association Sportive de Hammamet | Duhail Sports Hall, Doha Zuschauer: 300 |
| 16. Oktober 2018 15:00 Uhr | meiste Tore: 6 Caussé, Villeminot, Faustin | (16:10) | meiste Tore: 4 Jaziri, De Olivera  | Duhail Sports Hall, Doha Zuschauer: 300 |
| 16. Oktober 2018 15:00 Uhr | Spielbericht                               |         |                                    | Duhail Sports Hall, Doha Zuschauer: 300 |

| 16. Oktober 2018 17:00 Uhr | Füchse Berlin                   | 33:25   | Handebol Clube Taubaté       | Duhail Sports Hall, Doha Zuschauer: 300 |
| 16. Oktober 2018 17:00 Uhr | meiste Tore: 5 Marsenić, Reißky | (19:11) | meiste Tore: 4 Gama, Perrela | Duhail Sports Hall, Doha Zuschauer: 300 |
| 16. Oktober 2018 17:00 Uhr | Spielbericht                    |         |                              | Duhail Sports Hall, Doha Zuschauer: 300 |

| 16. Oktober 2018 19:00 Uhr | al-Sadd Sports Club                    | 27:22   | Sydney University         | Duhail Sports Hall, Doha Zuschauer: 300 |
| 16. Oktober 2018 19:00 Uhr | meiste Tore: 7 Haj Youssef, Nowraddine | (13:13) | meiste Tore: 6 Mehdizadeh | Duhail Sports Hall, Doha Zuschauer: 300 |
| 16. Oktober 2018 19:00 Uhr | Spielbericht                           |         |                           | Duhail Sports Hall, Doha Zuschauer: 300 |

### Play-offs Platz 5–8
| 17. Oktober 2018 13:00 Uhr | L’Association Sportive de Hammamet | 27:26   | Al Najma                    | Duhail Sports Hall, Doha Zuschauer: 300 |
| 17. Oktober 2018 13:00 Uhr | meiste Tore: 9 Jaziri              | (14:14) | meiste Tore: 6 Mirza Salman | Duhail Sports Hall, Doha Zuschauer: 300 |
| 17. Oktober 2018 13:00 Uhr | Spielbericht                       |         |                             | Duhail Sports Hall, Doha Zuschauer: 300 |

| 17. Oktober 2018 15:00 Uhr | Sydney University | 18:38 | Handebol Clube Taubaté | Duhail Sports Hall, Doha Zuschauer: 300 |
| 17. Oktober 2018 15:00 Uhr | (12:16)           |       |                        | Duhail Sports Hall, Doha Zuschauer: 300 |
| 17. Oktober 2018 15:00 Uhr | Spielbericht      |       |                        | Duhail Sports Hall, Doha Zuschauer: 300 |

### Halbfinale
| 17. Oktober 2018 17:00 Uhr | FC Barcelona                        | 37:30   | Montpellier HB             | Duhail Sports Hall, Doha Zuschauer: 350 |
| 17. Oktober 2018 17:00 Uhr | meiste Tore: 7 Mortensen, N’guessan | (18:19) | meiste Tore: 10 Richardson | Duhail Sports Hall, Doha Zuschauer: 350 |
| 17. Oktober 2018 17:00 Uhr | Spielbericht                        |         |                            | Duhail Sports Hall, Doha Zuschauer: 350 |

| 17. Oktober 2018 19:00 Uhr | Füchse Berlin                 | 26:20  | al-Sadd Sports Club        | Duhail Sports Hall, Doha Zuschauer: 300 |
| 17. Oktober 2018 19:00 Uhr | meiste Tore: 6 Holm, Lindberg | (11:9) | meiste Tore: 8 Haj Youssef | Duhail Sports Hall, Doha Zuschauer: 300 |
| 17. Oktober 2018 19:00 Uhr | Spielbericht                  |        |                            | Duhail Sports Hall, Doha Zuschauer: 300 |

### Spiel um Platz 7
| 19. Oktober 2018 13:00 Uhr | Al Najma                | 28:26   | Sydney University                     | Duhail Sports Hall, Doha Zuschauer: 300 |
| 19. Oktober 2018 13:00 Uhr | meiste Tore: 9 Mahfoodh | (17:12) | meiste Tore: 5 Mehdizadeh, Perronneau | Duhail Sports Hall, Doha Zuschauer: 300 |
| 19. Oktober 2018 13:00 Uhr | Spielbericht            |         |                                       | Duhail Sports Hall, Doha Zuschauer: 300 |

### Spiel um Platz 5
| 19. Oktober 2018 15:00 Uhr | Handebol Clube Taubaté | 34:24   | L’Association Sportive de Hammamet | Duhail Sports Hall, Doha Zuschauer: 300 |
| 19. Oktober 2018 15:00 Uhr | meiste Tore: 8 Soares  | (14:13) | meiste Tore: 7 Jaziri              | Duhail Sports Hall, Doha Zuschauer: 300 |
| 19. Oktober 2018 15:00 Uhr | Spielbericht           |         |                                    | Duhail Sports Hall, Doha Zuschauer: 300 |

### Spiel um Platz 3
| 19. Oktober 2018 17:00 Uhr | Montpellier HB        | 33:23  | al-Sadd Sports Club       | Duhail Sports Hall, Doha Zuschauer: 400 |
| 19. Oktober 2018 17:00 Uhr | meiste Tore: 11 Porte | (14:9) | meiste Tore: 8 Nowraddine | Duhail Sports Hall, Doha Zuschauer: 400 |
| 19. Oktober 2018 17:00 Uhr | Spielbericht          |        |                           | Duhail Sports Hall, Doha Zuschauer: 400 |

### Finale
| 19. Oktober 2018 19:00 Uhr | FC Barcelona         | 29:24   | Füchse Berlin       | Duhail Sports Hall, Doha Zuschauer: 850 |
| 19. Oktober 2018 19:00 Uhr | meiste Tore: 5 Tomás | (13:12) | meiste Tore: 8 Holm | Duhail Sports Hall, Doha Zuschauer: 850 |
| 19. Oktober 2018 19:00 Uhr | Spielbericht         |         |                     | Duhail Sports Hall, Doha Zuschauer: 850 |

## Abschlussplatzierungen
| Rang   | Team                               | Sp. | S | U | N | Tore    | Diff. | Pkt. |
| ------ | ---------------------------------- | --- | - | - | - | ------- | ----- | ---- |
| Gold   | FC Barcelona                       | 3   | 3 | 0 | 0 | 103:820 | +21   | 6    |
| Silber | Füchse Berlin                      | 3   | 2 | 0 | 1 | 83:74   | 0+9   | 4    |
| Bronze | Montpellier HB                     | 3   | 2 | 0 | 1 | 94:82   | +12   | 4    |
| 4.     | al-Sadd Sports Club                | 3   | 1 | 0 | 2 | 70:81   | −11   | 2    |
| 5.     | Handebol Clube Taubaté             | 3   | 2 | 0 | 1 | 97:75   | +22   | 4    |
| 6.     | L’Association Sportive de Hammamet | 3   | 1 | 0 | 2 | 73:91   | −18   | 2    |
| 7.     | Al Najma                           | 3   | 1 | 0 | 2 | 82:90   | 0−8   | 2    |
| 8.     | Sydney University                  | 3   | 0 | 0 | 3 | 66:93   | −27   | 0    |